# Andreja Nikl
Andreja Nikl, slovenska nogometašica, * 5. november 1985, 

## Dosežki
Pomurje
Zmagovalka
- Slovenska ženska nogometna liga: 2012–13, 2013–14
- Slovenski ženski nogometni pokal: 2012–13, 2013–14

Krka
Zmagovalka
- Slovenska ženska nogometna liga: 2010–11